# Abis (cognome)
Abis è un cognome di lingua sarda.

## Varianti
Il cognome non presenta varianti.

## Origine e diffusione
Cognome tipicamente sardo, è presente prevalentemente nella Sardegna meridionale, a Cagliari e Ussaramanna.
Potrebbe derivare dal campidanese abi o abbi, "ape", o da un toponimo.

## Persone
- Luciano Abis – pugile italiano
- Lucio Abis – politico italiano
- Gabriele Abis –  attore di teatro e influencer in Instagram, Tik Tok e YouTube.